# Gustav Lærum
Gustav Lærum (født 2. juni 1870 i Fetsund, død 21. maj 1938) var en norsk tegner og billedhugger. 
Efter 1887 var han en meget benyttet tegner i norske vittighedsblade, "Krydseren", "Vikingen", "Tyrihans", "Korsaren" og flere illustrerede ugeblade. I et par år tegnede han også hyppigt portrætter i dagbladene "Verdens Gang" og "Ørebladet". Hans tegnestil var letflydende og sikker, han ejede evne til træffende portrætlighed uden at råde over megen humor. Han har udgivet flere hæfter med konturtegnede, veltrufne portrætter af kendte norske personligheder: Fra Uret til Grand, Norske Politici og Politisk Kort over Norge og Sverige.
Af hans forholdsvis få malerier kan nævnes to større portrætter af Bjørnson og Ibsen. Hans hovedinteresse var dog altid skulpturen, og ham samlede sig i de seneste år mere og mere derom. Han deltog således med et smukt udkast i konkurrencen om Abelmonumentet i Kristiania og fik 1. præmie (1907) i konkurrencen om Eidsvoldsmonumentet sammesteds, hvilket dog ikke blev antaget til udførelse. Han har udført oberst Georg Stangs statue i Vår Frelsers gravlund i Kristiania, vejdirektør Krags statue på Voksenkollen samt brugsejer I.C. Brønlunds buste i Porsgrunn, alle afslørede 1909. Senere udførte han en lang række portrætbuster og medaljoner, særlig til gravmonumenter.